# Martin Ødegaard
Martin Ødegaard (Drammen, Noruega, 17 de desembre de 1998) és un futbolista professional noruec que juga com a migcampista a l'Arsenal FC de la Premier League.
A quinze anys es va convertir a l'abril de 2014 en el jugador més jove a debutar a la Tippeligaen, màxima divisió del futbol de Noruega, fita que va repetir a l'agost del mateix any en convertir-se en el jugador més jove de la història a debutar amb la selecció absoluta de Noruega. Ødegaard és fill del futbolista retirat noruec Hans Erik Ødegaard, qui també va jugar com a migcampista pel Strømsgodset I.F. —club en el qual va debutar esportivament Martin— i el Sandefjord Fotball abans de passar a la seva etapa com a entrenador on va ser l'assistent del Mjøndalen I. F. abans de passar a ser un dels integrants de la parcel·la tècnica en les categories inferiors del club madrileny. Al 2021 va ser cedit sense opció de compra a l'Arsenal FC, fins a final de temporada. Després de l'èxit de la cessió l'Arsenal Football Club va decidir fer un esforç econòmic de 35M € per a fitxar-lo. El jugador té contracte fins al juny del 2025 i aquesta temporada està rendint a un alt nivell.